# Hetty Green

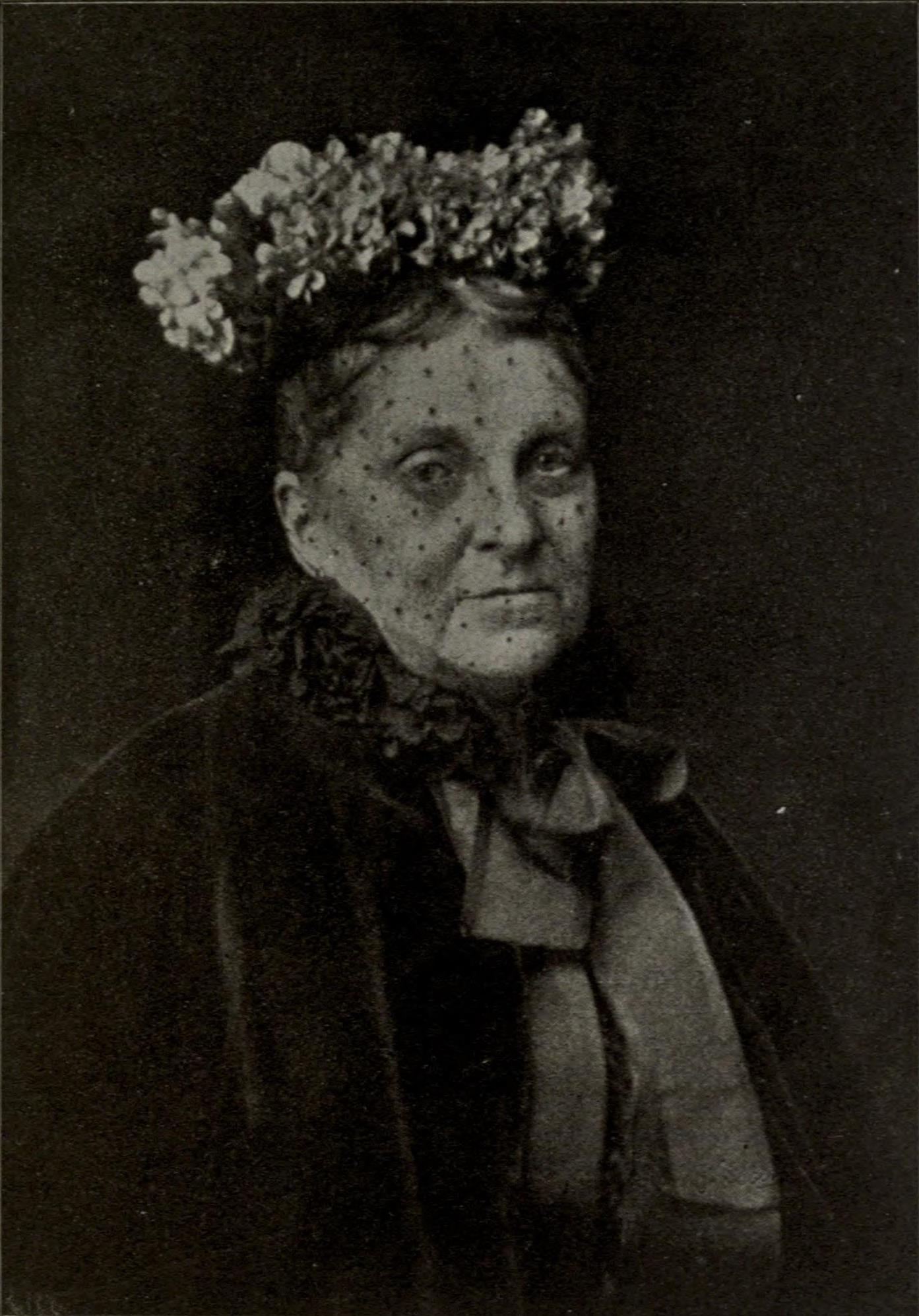
Hetty Green ca 1905.

Hetty Green, född Henrietta Howland Robinson 21 november 1834 i New Bedford, Massachusetts, död 3 juli 1916 i New York, var en amerikansk affärsman. Under den förgyllda åldern lyckades hon skapa sig en förmögenhet genom kloka investeringar och blev den första kvinnan som gjorde en betydande inverkan på Wall Street. Det finns många berättelser, mer eller mindre trovärdiga, angående hennes extrema sparsamhet. Hennes snålhet gav henne öknamnet The Witch of Wall Street. När hon 1916 dog i sviterna av en stroke uppgick hennes nettoförmögenhet till mellan 100 och 200 miljoner dollar (i 2006 års penningvärde mellan 1,9 och 3,8 miljarder dollar).